# Brave Story: New Traveler
Brave Story: New Traveler (ブレイブ・ストーリー: 新たなる旅人, Bureibu Stōrī: Aratanaru Tabibito) é um jogo baseado um universo de um livro e um manga chamado Brave Story. Lançado no Japão em 6 de julho de 2006. Uma versão em Inglês foi publicada por Xseed Games em 31 de julho de 2007.

## Personagens
|           | O Herói            | Yuno          | Sogreth                   | Meladee      | Ropple  | Leynart    |
| --------- | ------------------ | ------------- | ------------------------- | ------------ | ------- | ---------- |
| Idade     | 11 anos            | 15 anos       | 30 anos                   | 25 anos      | 17 anos | 27 anos    |
| Altura    | 1,52m              | 1,58m         | 1,86m                     | 1,67m        | 1,20m   | 1,83m      |
| Peso      | 45Kg               | 46Kg          | 130Kg                     | 52Kg         | 40Kg    | 75Kg       |
| Job       | Traveler           | Archer        | Guerreiro/ pai preocupado | Espadachim   | Mago    | Cavaleiro  |
| Arma      | Espada             | Arco          | Machado                   | Duas Lâminas | Cajado  | Lança      |
| Bravesoul | Indomitable Spirit | Double Strike | Thick Stick               | Just Rewards | Varia   | Mind's Eye |

## Recepção
Segundo a análise feita pela UOL Games o jogo em si "não tem grandes defeitos, mas também não possui nenhuma característica marcante.É um RPG japonês bem tradicional, feito com competência. Apesar de ter origem num livro, o enredo do game não é dos melhores. Embora seja simples para os padrões atuais, isso é bom para iniciar novos jogadores ao estilo. Aos mais experientes, no entanto, o título é curto e pouco desafiante."

Para a IGN o jogo recebeu uma nota de 7.3/10 pela ausência de ingenuidade para fazer com que o jogador jogue por horas o título, além do caráter repetitivo das batalhas.